# Мелководная (бухта, Гыданская губа)
Мелково́дная — бухта на севере Гыданской губы Карского моря, вдаётся в восточную часть полуострова Явай.

## География

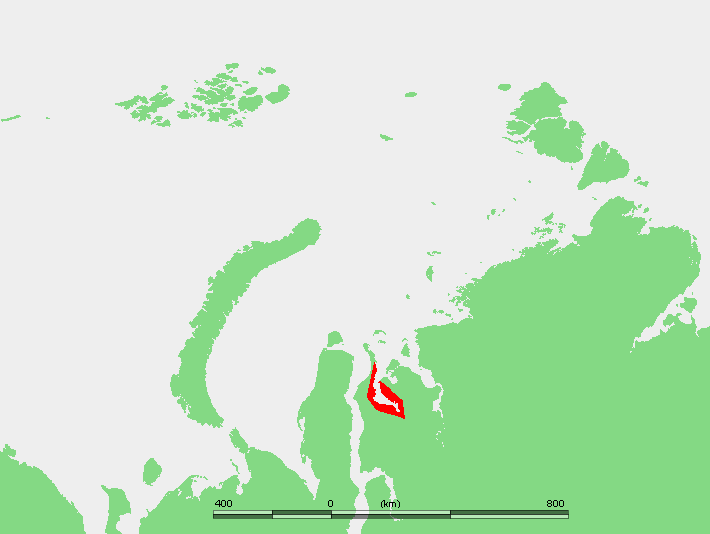
Бухта Мелководная — на севере Гыданской губы

Омывает часть восточного берега полуострова Явай напротив острова Олений. Ограничена мысами Песчаный на северо-востоке и Хасрёсаля на юго-западе. На северо-востоке на входе в бухту находится безымянный остров. Большая часть бухты представляет собой отмель.
В бухту впадают реки Хасрёяха, Ерепахаяха и другие более мелкие реки и ручьи.
Входит в состав Гыданского национального парка.